# Philippine Stock Exchange
De Philippine Stock Exchange (afgekort PSE, Filipijns: Pamilihang Sapi ng Pilipinas) is een van de twee effectenbeurzen in de Filipijnen en een van de toonaangevende beurzen van Zuidoost-Azië. De andere wat minder belangrijke effectenbeurs in het land is de Philippine Dealing Exchange. De PSE is sinds 1927 in bedrijf en is daarmee de oudste en langst operationele beurs van de regio. 
Er zijn momenteel twee handelsvloeren. Een in het zakencentrum van Makati City en een in Pasig City.